# Jeppe Heins vattenpaviljong
Jeppe Heins vattenpaviljong är en fontänskulptur av den danske konstnären Jeppe Hein på Storängstorget i Norra Djurgårdsstaden i Stockholm. Skulpturen, som invigdes 2017, sprutar vatten upp till en höjd av 2,3 meter. Fontänen består av fyra cirklar som driver vattnet uppåt och skapar väggar som växlar i storlek. Fem veckor efter invigningen stängdes fontänen tillfälligt av sedan att boende i området klagade på att det lät för mycket då vattnet slog i marken. Efter att barn som lekt i fontänen hade skurit sig på gallret kring fontänen stängdes fontänen tillfälligt.